# Сабо, Габор Петер
Габор Петер Сабо  (венг. P. Szabó Gábor; 14 октября 1902 — 26 февраля 1950) — венгерский футболист, игравший на позиции левого крайнего нападающего. Известен выступлениями за клубы «Уйпешт» и «Фобуш», а также национальную сборную Венгрии. Участник чемпионата мира 1934 года в Италии.

## Клубная карьера
С 1926 по 1934 годы выступал за столичную команду «Уйпешт», был среди ведущих игроков клуба, одним из ее главных бомбардиров, вице-капитаном, а в 1932—1934 годах капитаном команды. Провел в составе «Уйпешта» 160 матчей в чемпионате, в которых отмечался голами 100 раз.
В 1930 году завоевал с командой первый в ее истории титул чемпиона страны, отыграв 22 матча, в которых забил 17 мячей. Через год команда вновь стала чемпионом, а на счету Сабо 15 голов в 22 матчах турнира. Третий чемпионский титул игрок завоюет в 1933 году, проведя за команду 18 матчей.
Две лучшие команды Венгрии получали возможность попробовать свои силы в кубке Митропы, международном турнире для сильнейших клубов Центральной Европы. В этом соревновании «Уйпешт» преуспел в 1929 году. На пути к финалу команда прошла пражскую «Спарту» (6:1, с двумя голами Сабо, и 0:2) и венский «Рапид» (2:1, 2:3 и 3:1 в переигровке в дополнительное время благодаря хет-трику главного бомбардира команды Иштвана Авара). В финале «Уйпешт» переиграл другую пражскую команду — «Славию». Уже в первом матче венгры получили весомое преимущество 5:1, а в ответном матче довольствовались ничьей 2:2. В обоих финальных поединках Сабо забивал по одному мячу. Всего в Кубке Митропы в составе «Уйпешта» на его счету 21 матч и 10 забитых мячей в 1927—1934 годах. 9 поединков он провел в роли капитана команды.
«Уйпешт» и «Славия» через год снова встретились в финале международного турнира — Кубка Наций. Эти соревнования состоялись в Женеве во время проведения Чемпионата мира в Уругвае. В нем принимали участие чемпионы или обладатели кубков большинства ведущих в футбольном плане континентальных стран Европы. «Уйпешт» поочередно переиграл испанский «Реал Унион» (3:1), нидерландский «Гоу Эхед» (7:0), швейцарский «Серветт» (3:0) и «Славию» в финале (3:0). На счету Сабо 3 забитых мяча в этих матчах.
С 1934 года выступал за команду «Фобуш» (Будапешт). Помог клубу достичь наивысшего в своей истории результата в венгерском чемпионате — четвертого места в 1936 и 1937 годах. В 1936 году команда представляла свою страну в Кубке Митропы. «Фобус» победил в квалификации швейцарскую команду «Янг Фелловз» из города Цюрих (3:0 в гостях и 6:2 дома), а в 1/8 финала уступил в борьбе действующему чемпиону и будущему финалисту турнира — пражской «Спарте» (2:5 на выезде и 4:2 дома). Во всех этих поединках Сабо был капитаном своей команды и отличился в каждом матче забитыми голами. Таким образом, с показателем в 14 забитых мячей он делит в списке лучших бомбардиров Кубка Митропы 12 место вместе с четырьмя другими футболистами.

## Выступления за сборную
6 июня 1926 года дебютировал в официальных матчах в составе национальной сборной Венгрии в игре против сборной Чехословакии (2:1). А уже в следующем своем матче, который состоялся через десять месяцев после дебютного, забил свой первый гол за главную команду страны — в ворота сборной Югославии (3:0). Сабо вызывался в сборную до 1934 года, но наиграл за это время не слишком много — всего 11 матчей. Причина этого в очень сильной конкуренции, которая существовала в сборной именно на позиции левого форварда (достаточно назвать фамилии Вильмоша Кохута из «Ференцвароша» и Ференца Хирзера из «МТК» — знаменитых левых нападающих, которые выступали в то же время, что и Сабо).
В 1934 году Габор отметился тремя забитыми мячами в двух матчах отборочного турнира к чемпионату мира против сборной Болгарии, а затем также стал участником финальной части первенства, которая проходила в Италии. Сыграл в матче 1/8 финала против Египта (4:2). В четвертьфинальном поединке против Австрии, который завершился поражением венгров 1:2, участия не принимал.

## Достижения
- Обладатель Кубка Митропы: 1929
- Чемпион Венгрии: 1929-30, 1930-31, 1932-33
- Серебряный призер Чемпионата Венгрии: 1926-27, 1931-32, 1933-34,
- Бронзовый призер Чемпионата Венгрии: 1927-28, 1928-29,
- Финалист Кубка Венгрии: 1927, 1933
- Обладатель Кубка Наций 1930
- Участник Чемпионата мира 1934.

## Статистика
| Клуб                | Сезон            | Чемпионат | Чемпионат | Чемпионат | Кубок Митропы | Кубок Митропы | Кубок Митропы |
| Клуб                | Сезон            | Лига      | Матчи     | Голы      | Турнир        | Матчи         | Голы          |
| ------------------- | ---------------- | --------- | --------- | --------- | ------------- | ------------- | ------------- |
| «Уйпешт» (Будапешт) | 1925/26          | Д-1       | 1         | 1         |               |               |               |
| «Уйпешт» (Будапешт) | 1926/27          | Д-1       | 11        | 2         | КМ            | 2             | 0             |
| «Уйпешт» (Будапешт) | 1927/28          | Д-1       | 22        | 10        |               |               |               |
| «Уйпешт» (Будапешт) | 1928/29          | Д-1       | 21        | 14        | КМ            | 7             | 4             |
| «Уйпешт» (Будапешт) | 1929/30          | Д-1       | 22        | 17        | КМ            | 4             | 2             |
| «Уйпешт» (Будапешт) | 1930/31          | Д-1       | 22        | 16        |               |               |               |
| «Уйпешт» (Будапешт) | 1931/32          | Д-1       | 21        | 18        | КМ            | 2             | 1             |
| «Уйпешт» (Будапешт) | 1932/33          | Д-1       | 18        | 13        | КМ            | 2             | 0             |
| «Уйпешт» (Будапешт) | 1933/34          | Д-1       | 22        | 9         | КМ            | 4             | 3             |
| «Уйпешт» (Будапешт) | Всього           | Всього    | 160       | 100       | —             | 21            | 10            |
| «Фобуш» (Будапешт)  | 1934/35          | Д-1       | 22        | 11        |               |               |               |
| «Фобуш» (Будапешт)  | 1935/36          | Д-1       | 25        | 8         | КМ            | 4             | 4             |
| «Фобуш» (Будапешт)  | 1936/37          | Д-1       | 25        | 9         |               |               |               |
| «Фобуш» (Будапешт)  | 1937/38          | Д-1       | 21        | 3         |               |               |               |
| «Фобуш» (Будапешт)  | 1938/39          | Д-1       | 2         | 0         |               |               |               |
| «Фобуш» (Будапешт)  | Всего            | Всего     | 95        | 31        | —             | 4             | 4             |
| Всего за карьеру    | Всего за карьеру | —         | 255       | 131       | —             | 25            | 14            |